# Котельва
Котельва (укр. Котельва) — посёлок городского типа, Котелевский поселковый совет, Котелевский район, Полтавская область, Украина.
Является административным центром Котелевского района.
Является административным центром Котелевского поселкового совета, в который, кроме того, входят сёла
Каменное, Михайлово и Чернещина.

## Географическое положение
Посёлок городского типа Котельва находится на левом берегу реки Ворскла в месте впадения в неё рек Котельва и Котелевка.
В 0,5 км от посёлка расположено село Млинки.
Через посёлок проходит автомобильная дорога Н-12.
Расстояние до областного центра — Полтавы — 70 км.
Расстояние до города Ахтырка — 30 км.

## История
В окрестностях Котельвы обнаружено два поселения XII—XV вв. до н. э. Археологические находки относятся к бондарихинской культуре.
Во время восстания Богдана Хмельницкого (1648—1657) городок находилось в полках Гадячском (1648—1649), Полтавском (1649—1654), Зеньковском (1661—1662), Гадячском (1672—1709).
Во 2-й половине XVII — 1-й половине XVIII века Котельва была одной из крепостей, защищавших Украину от нападений крымских и ногайских татар.
В январе 1709 года шведский король Карл XII, осадив Котельву, помиловал город по прошению старшины и населения. Чуть позже городок попал под юрисдикцию России, войдя в состав Ахтырского слободского полка. Впоследствии Котельве было разрешено иметь 2 сотни, в 1718 году капитально восстановили крепость; времени в военных делах они (и городок) были подвластны Киевскому военному губернатору, в церковных — Киевскому митрополиту, а в гражданских — Белгородской провинциальной канцелярии.
В 1722 году Ахтырский полк был исключён из Киевской губернии, и вошёл в состав Военной коллегии. На время переписи 1726 года в Котельве насчитывалось две сотни, в которых были записаны соответственно 98 и 103 выборных казаков и 129 подпомощников. В это самое время в Киевской Лаврской иконописной мастерской учился Пётр Рогуля, который, вернувшись в Котельву, открыл иконописную школу.
По данным переписи на 1732 год в Котельве насчитывалось 1 060 дворов, в которых проживало 3 877 мужчин. По социальному положению население распределялось так: сотников — 2, подпрапорных — 19, казаков — 1 178, подпомощников — 2 400, соседей — 133, также проживало духовенство, незначительное количество работников.
В 1743 году проведена очередная перепись населения. В то время в Котельве насчитывалось: военных — 187, статских — 30, бывшей казацкой старшины — 29, духовенства — 153, военных обывателей — 8 433, подданных черкас — 190, монастырских подданных — 27 человек. Городок пользовался личной печатью с гербом: в щите — крест, поставленный на полумесяцы.
Начиная со 2-й половины XVIII века Котельва стала центром чумачества на Слобожанщине — немало бывших казаков сделались чумаками, землевладельцами, обзавелись мельницами, занялись винокурением. Городок в настоящее время стало центром одноимённого комиссариата. В связи с реорганизацией Слободских полков в регулярные (1765), Ахтырский сначала на некоторое время стал уланским, а затем гусарским. В нём, помимо прочего, отбывали службу и котелевцы.
В описании, направленном Котелевским комиссарским правлением в Ахтырскую провинциальную канцелярию за 1768 год, указывается, что в Котельве 9 деревянных церквей, домов: комиссарский — 1, поповских с причтом — 29, разночинцев — 70, гусарских — 15, обывательских — 1039, в городке насчитывалось 33 улицы и переулка. Казацкие старшины, получив дворянские звания, активно скупали земли, мельницы, винокурни, жёстче эксплуатировали наёмную рабочую силу.
В 1769 году в Котельве из-под стражи бежал предводитель освободительного восстания «Колиивщина» Максим Зализняк, которого осудили на вечную каторгу и увезли в Нерчинский острог (Забайкалье). По этому поводу в 1977 году установлен памятник.
В период с 1780 до 1796 года Котельва входила в состав Краснокутского уезда Харьковского наместничества.
Имеется на карте 1787 года
C 1797 г. Котельва была слободой Ахтырского уезда Слободско-Украинской, а с 1835 года — Харьковской губернии.
В 1812 году в слободе открылось сельское училище, был освящён каменный Троицкий храм.
По состоянию на 1838 год в Котельве насчитывалось 1 750 дворов, до 10 тысяч жителей, 5 церквей: Сумская, Вознесенская, Покровская, Троицкая, Всехсвятская (в том числе одна каменная — Троицкая). Ежегодно в слободе проходили 4 ярмарки.
В ходе земской реформы 1864 года в Котельве были созданы земства (органы местного самоуправления), которые начали заниматься развитием начального образования, медицины, дорожным хозяйством и так далее.
С зарождением местного капитализма развиваются промышленность и ремёсла, одновременно оживляется социальная, образовательная и культурная сферы. Так, по состоянию на 1886/87 года действовали 3 учебных заведения — двухклассное образцовое и народное одноклассное училища, а также сельская школа для девочек. В 1880 году в Котельве уже действовала больница. Культурная и общественная жизнь страны определяли среди других и выходцы из Котельвы — поэт, драматург и переводчик М. И. Гнедич, врач П. П. Гнедич, искусствовед и культурный деятель А. Н. Матушинський, держатель частного пансиона (на правах гимназии) И. А. Сливицкий, беллетрист Г. С. Пехотинский; конце XIX века заметной фигурой в обществе стал котелевец историк и журналист Д. П. Миллер.
Несмотря на общий уровень роста населения, его благосостояния и образованности, в Котельве состоянию на начало XX века промышленность и технический прогресс были развиты относительно слабо. Следовательно, первые 15 лет нового (ХХ) века отмечены особым воодушевлением экономического, социального и культурного развития Котельвы. Этому способствовали ряд вновь созданных организаций и предприятий — Котелевское общество сельского (1907), Котелевское общество потребителей, Котелевское второе кредитовое общество, телефонная сеть Ахтырка-Котельва-Краснополье (1913). Эти успехи повлияли на развитие медицины и образования — в начале 1908 года в слободе открылся второй корпус земской больницы, а в 1912 году было открыто реальное училище.
Первая мировая война замедлила развитие Российской империи, в том числе и Котельвы.
Отречение царя Николая престола и переход власти в руки Временного Правительства в Котельве восприняли относительно спокойно. Вскоре население было возмущений и розголоте нерешительными действиями центрального правительства, и почти одновременным появлением в Котельве агитаторов Центрального совета и большевиков.
Уже в январе 1918 года фронтовики С. А. Ковпак, Г. К. Бородай, Т. С. Подвальный сплотили вокруг себя революционно настроенных недавних солдат и батраков, заняли Котелевскую волостную управу, почту и впервые провозгласили советскую власть. Радикальные действия со стороны созданного большевиками ревкома вызвали неприятие новой власти со стороны части населения и даже его отток из Котельвы. Возмущённые котелевци пробовали сопротивляться, и он были жёстко подавлены. Когда же к Котельве подошли австро-германские войска и гайдамаки Украинского Правительства гетмана Скоропадского, красногвардейский отряд отступил в Ахтырку.
Новая власть, несмотря на определённые успехи в решении национальных и социальных вопросов, опиралась на помещиков, что подорвало её авторитет. Кроме того, её работе вновь препятствовал партизанский отряд. Поэтому, когда в январе 1919 года австро-германские войска отступили из Котельвы, большевики довольно быстро восстановили власть. Однако уже в июле их отряды не выдержали натиска деникинцев и опять оставили Котельву. Были захвачены и расстреляны председатель ревкома А. В. Радченко и его заместитель Г. С. Кашуба. Фактически это был последний налёт беляков на Котельву, и гражданская война в этих местах практически завершилась. Большевики снова пришли к власти, началась массовая национализация земель и продразвёрстка.
В марте 1923 года Котельва стала районным центром, который относится сначала к Ахтырской, а затем в Богодуховской округах Харьковской губернии. Ровно через год район вновь был включён в Ахтырского округа.
В апреле 1925 года, в связи с переходом на трёхступенчатую систему управления, Котелевский район передан в Полтавской округа. В июле 1930 года Котелевский район был расформирован, и Котельва передана Опошнянскому району. 9 февраля 1932 ВЦИК принял постановление «Об образовании областей на территории РСФСР», согласно которой Котельва вошла в состав Харьковской области.
Советская власть взялась жёстко за коллективизацию и расправу с несогласными. С осени 1932 года по июль 1933 года Котельва, как и остальные советской Украины, подверглась страшному голоду. На фоне этой трагедии закладывались основы социализма — была создана машинно-тракторная станция (МТС), велась пропагандистская работа, борьба с неграмотностью и религией.
В августе 1939 года был создан Котелевский район с центром в Котельве — тогда здесь проживало 14 833 жителя (на 5 460 меньше, чем в 1926). Началась активная перестройка района — заработал филиал Государственного банка, появились первые передовики производства, началась радиофикация населённого пункта.
Во время Великой Отечественной войны Котельва находилась под оккупацией немецких войск от 9 октября 1941 по 9 сентября 1943 года (село освобождали трижды).
После освобождения руководство и жители села и района взялись за восстановление, которое происходило медленно — этому не способствовал суровый послевоенный порядок в советской деревне, закрепление крестьян за колхозами, из-за погодных условий 1946 года повышены обязанности и планы, в том числе и в Котельве, ощущалась нехватка продовольствия и даже голод.
В начале 1950-х решались жилищные проблемы, налаживалась жизнь промышленных предприятий, начиная с 1954 года в окрестностях Котельвы велись геологоразведочные работы по выявлению нефти и природного газа.
В начале 1960-х годов в связи с укрупнением сельских районов, Котелевский район был ликвидирован, а его территория отошла к Диканьскому и Ростовскому районам, что привело быстрый упадок села. Только групповое письмо на имя Первого секретаря ЦК КПСС Н. С. Хрущева с аргументацией целесообразности восстановления района, помог это достичь — 4 января 1965 вновь был образован Котелевский район, стало отправным пунктом возрождения райцентра (в 1968 году начато газификацию коммунальных домов, в 1969 сдан в эксплуатацию дорогу с твёрдым покрытием между Котельвой и Пархомовкой). Ещё большее импульс развитию Котельвы предоставило присвоение ей в 1971 году статуса ПГТ.
В 1970—80-х годах продолжалась перестройка Котельвы — начато строительство подводящего газопровода высокого давления Рыбачье-Котельва (1972), осуществлялась электрификация и капитальное строительство жилых, социальных и промышленных объектов. В 1975 году уменьшилось количество колхозов в Котельве, а в 1987 году было создано Котелевское межхозяйственное объединение по агротехническом и производственном обслуживанию хозяйств «Сельхозхимия».
С обретением независимости Украиной 24 августа 1991 года на дальнейшем референдуме 1 декабря 1991 котелевцы однозначно выступили за независимость своего государства.
Несмотря на сложные экономически 1990-е в Котельве в целом удалось сохранить социальную инфраструктуру, частично промышленный потенциал. Как и в большинстве районов Полтавщины, экономика Котельвы и района становится аграрно ориентированной.
В мае 1995 года Кабинет министров Украины утвердил решение о приватизации находившегося в посёлке комбикормового завода.

## Население
В январе 1989 года численность населения составляла 12 943 человека.
На 1 января 2013 года численность населения составляла 12 486 человек.

### Языковой состав
Родной язык населения по данным переписи 2001 года:
| Язык       | Численность, чел. | Доля     |
| ---------- | ----------------- | -------- |
| Украинский | 12 350            | 97,55 %  |
| Русский    | 273               | 2,16 %   |
| Другие     | 37                | 0,29 %   |
| Итого      | 12 660            | 100,00 % |

## Экономика
- ЧАО «Полтавский вентиляторный завод».
- Котелевский хлебокомбинат.
- Котелевская фабрика концерна «Укрместпром».
- Котелевский комбикормовый завод, ОАО.
- Котелевский райпотребсоюз.
- «Дружба», сельхозкооператив.
- «Маяк», кооператив.
- «Батькивщина», СВК.

## Объекты социальной сферы
- Котелевская гимназия № 1 им. С. А. Ковпака.(ул петровского 1)
- Школа № 2.
- Школа № 3.(закрыта, используется как общежитие ПТУ № 54)
- Школа № 4.
- Школа № 5.(ныне закрыта)
- Школа I ст. № 7.
- ПТУ № 54.
- Музыкальная школа.
- Клуб «Ворскла».
- Дворец досуга «Скифия». (Дом культуры)
- Центральная районная больница.
- Поликлиника центральной больницы.
- Детский сад «Пролисок».
- Детский сад кооператива «Маяк».
- Стадион «Колос».
- Парк С. А. Ковпака.
- Парк «Центральный».
- Автошкола.
- ДЮСШ.
- Котелевський музей С. А. Ковпака. (вул. Петровського, 1)

## Достопримечательности
- Из 7 церквей, находившихся в Котельве в середине XIX века, сохранилась единственная каменная — Троицкая церковь (1809—1812 гг.), построенная в стиле классицизма и являющаяся основной архитектурной достопримечательностью посёлка (настоятель — протоиерей Василий Довганыч).
- Среди монументов наибольший интерес представляет бюст родившегося в Котельве дважды Героя Советского Союза (1942, 1944) руководителя самого крупного партизанского соединения времён Великой Отечественной войны, государственного деятеля Сидора Ковпака (1887—1967). Это один из первых (1948 г.) и самый композиционно сложный памятник из серии памятников, устанавливавшихся дважды Героям СССР на их «малой» родине в советские времена. На внушительном постаменте монумента (скульптор К. Диденко, архитектор А. Колесниченко), состоящем из гранитных блоков, установлено 10 бронзовых плит, на которых отмечены названия основных этапов рейда ковпаковского партизанского соединения от Путивля до Карпат.Памятник Ковпака
- Дальше по улице — памятник-Братская могила советских воинов, которые погибли, освобождая Котельву от немецких захватчиков, изображающий молодую женщину в украинской вышиванке, платок спал с головы, в руке букет цветов, взгляд грустный.
- Также есть памятные знаки ликвидаторам Чернобыльской аварии и Воинам-интернационалистам, установлены уже при независимости Украины.
- Архитектура Котельвы является традиционной для Полтавского края — «рядом с частными домами есть двухэтажные дома советских времён с современными пластиковыми окнами и пятиэтажные застройки 1990-х годов, над окнами одноэтажных домов различные узоры (птички, цветочки и т. д.)»
- Открытый в 1987 году памятник русскому поэту и переводчику (главная работа — перевод гомеровской «Илиады») Николаю Гнедичу (1784—1833), детские годы проведшему в Котельве, выглядит значительно скромнее (скульптор В. Сычев, архитектор И. Гургенов).

## Известные люди
- Юрий Артюшенко — военный и гражданский политический деятель.
- Николай Бурлюк — поэт.
- Василий Гнедич — директор петербургской конторы государственного банка.
- Степан Ивченко — военный разведчик.
- Дмитрий Миллер — историк, краевед.
- Пётр Рогуля — украинский иконописец и портретист XVIII века.
- Яков Салашный — Герой Социалистического Труда.
- Сидор Ковпак — дважды Герой Советского Союза.
- Василий Котельников — профессор агрономии.
- Александр Коросташев — Герой Украины.
- Татьяна Корост — Герой Украины. Глава Котелевской районной государственной администрации (с апреля 2010 года).
- Валерий Сторожик — советский и российский актёр театра и кино, мастер дублирования. Заслуженный артист Российской Федерации.